# Puccinellia roborovskyi
Puccinellia roborovskyi är en gräsart som beskrevs av Nikolai Nikolaievich Tzvelev. Puccinellia roborovskyi ingår i släktet saltgrässläktet, och familjen gräs. Inga underarter finns listade i Catalogue of Life.